# Модифікування
Модифікування (рос. модифицирование, англ. modification, нім. Abänderung f, Impfen n, Modifizierung f) — дія, напрямлена зміна властивостей об'єктів.
- Модифікування металів — додавання в розплавлені метали перед кристалізацією спеціальних домішок — модифікаторів для одержання дрібнозернистої структури виливків. Існують два типи модифікаторів кристалізації: тугоплавкі та поверхнево-активні.

- Модифікування полімерів — направлена зміна їх властивостей шляхом регулювання надмолекулярної структури (введення зародків кристалізації, термообробка) або зміна хім. складу молекули (введення реакційноздатних груп тощо).

- Модифікування реаґентів — направлена зміна їх властивостей шляхом введення в реаґент домішок-модифікаторів. Останні, наприклад, можуть містити активні функційні групи, що сприяє процесам аґломерації, флотації окиснених матеріалів (зокрема, вугілля).